# Явич, Пётр Максович
Пётр Максович Явич (5 сентября 1918 — 14 октября 2008) — белорусский живописец, мастер портрета.

## Биография
Родился 5 сентября 1918 года в венгерском городке Терексентмиклош и первоначально носил имя Иштван. Отец будущего художника — участник Первой мировой войны — был пленён австрийцами и, находясь в Венгрии, женился на местной жительнице — дочери кузнеца Илоне Мотуз (Матуз). В 1925 году Макс Явич перебрался на родину, в Витебск (в годы Большого террора был арестован и расстрелян), а через год к нему присоединились жена и сын (в СССР получивший новое имя — Пётр).
В начале 1930-х годов, ещё школьником, Пётр два года занимался у известного художника Ю. М. Пэна. «Пэн был для нас всем — и искусством, и школой, и даже домом», — позднее вспоминал Явич. Кроме того, именно благодаря Пэну Явич увлёкся портретной живописью. В 1934—1938 годах учился в Витебском художественном училище у И. О. Ахремчика и Ф. А. Фогта.
В 1938—1939 годах работал помощником декоратора в минском Большом театре оперы и балета, после чего вернулся в Витебск, где устроился художником-ретушером в газету «Витебский рабочий». В это же время «Портрет девочки» (1939) Явича приобрела Государственная художественная галерея БССР.
Участвовал в Великой Отечественной войне. После освобождения Венгрии получил возможность посетить столичный Музей изобразительных искусств, где особенное впечатление на художника произвела «Голова воина» — этюд Леонардо да Винчи к фреске «Битва при Ангиари».
После войны художник вернулся в Витебск, где и прожил всю оставшуюся жизнь. В 1948 году впервые принял участие в республиканской выставке (была посвящена 30-летию БССР). В следующем году вступил в Союз художников Белоруссии и был уполномочен организовать отделение Союза в Витебской области.
В следующие десятилетия выдвинулся в число заметных белорусских художников. По словам заведующей Художественным музеем Витебска О. Акуневич, «Явич и его коллеги по Союзу художников Витебской области — А. Корженевский, В. Кухарев, В. Дежиц — были востребованы. Они работали на художественном комбинате, делали огромные копии известных картин на исторические, политические темы, которые в 60—70-е годы украшали залы железнодорожного вокзала. За это они получали зарплату, а вечерами дома имели возможность писать для души».
В настоящее время известен прежде всего как портретист, также писал пейзажи и натюрморты. Среди его работ — серии портретов белорусских партизанских командиров (в том числе несколько изображений М. Ф. Шмырёва), артистов Национального академического драматического театра им. Я. Коласа (Н. П. Звездочётова, А. К. Ильинского, П. С. Молчанова и др.). По словам художника и искусствоведа Н. Гугнина, «в портретах Явича нет комплиментарности и лести. Они отличаются глубоким психологическим и живописно-пластическим проникновением в образ».
Неоднократный участник республиканских, всесоюзных и международных выставок. В 1993 году в Витебске прошла персональная выставка, посвящённа 75-летию П. Явича. В 2006 году его работы экспонировались на совместной белорусско-германской выставке художников-авангардистов «Искусство без границ» в Витебске. Кроме того, состоялось несколько персональных выставок художника (в том числе в 1989 году — на его родине, в Терексентмиклоше). Работы хранятся в музеях Белоруссии и частных коллекциях по всему миру.